# Geyer von Edelbach

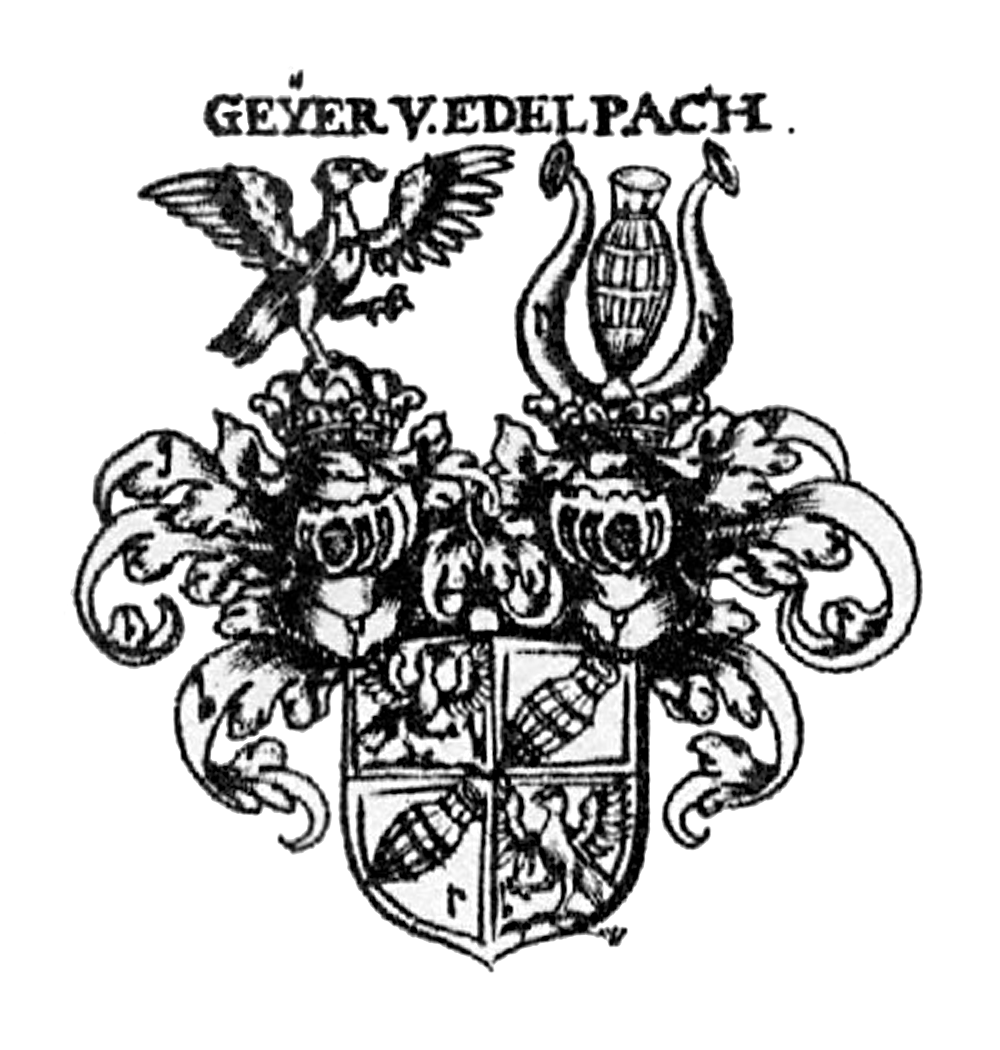
Wappen der Geyer von Edelpach

Die Geyer von Edelbach (auch Edelpach, Edlpach) waren ein niederösterreichisches Adelsgeschlecht, welches 1665 von Kaiser Leopold I. in den Freiherrnstand erhoben wurde.

## Geschichte
Nicolaus Geyer von Edelbach wird 1562 auf dem Freysitz Edelbach
genannt. Lorenz Geyer erhielt 1596 Edelbach von Reichard Streun von Schwarzenau als Lehen. Die Brüder Reichard, Wolfhart Adam, Christoph Ehrenreich und Niclas empfingen 1617 den Sitz Edelbach von Johann Joachim von Zinzendorf und Pottendorf zu Lehen. Reichard, der älteste der Brüder, besaß 1618 das Gut Reinprechtspölla, verkaufte dieses aber 1623 an seinen Bruder Christoph Ehrenreich. Dieser war zuerst fürstlich Passauischer Rath und Oberkastner zu Stockerau, wurde 1637 NÖ Regiments-Rath und 1654 
NÖ Land-Untermarschall. 1635 wurde er unter die NÖ Ritterstands-Geschlechter und 1656 unter die alten Ritterstandsgeschlechter aufgenommen. Am 25. Mai 1665 wurde er und seine Nachkommen von Kaiser Leopold I. in den Freiherrnstand erhoben, aber erst seine Söhne gelangten in diesen Stand.
Die Geyer von Edelbach besaßen Oberparschenbrunn (bei Göllersdorf), Erla, die Veste Grafendorf und Güter in Mähren bei Triesch.

## Persönlichkeiten
- Christoph Ehrenreich Geyer von Edelbach (*um 1580; † Jänner 1667),  niederösterreichischer Land-Untermarschall

## Wappen
Ein vierfeldiges Schild, 1 und 4 Feld blau, auf dreieckigen weißen Hügel ein mit schwingenden Flügeln zum Flug gerichteter Geier in natürlicher Farbe einwärts sehend. Im Feld 2 und 3 in rot ein länglicher geflochtener brauner Weidenkorb, fast wie eine Fischreuse, etwas links schräg gestellt.
Oben zwei gekrönte offene Helme, auf dem rechten der Geier auf dem Hügel – wie im Schild beschrieben, links die braune Fischreuse zwischen zwei roten Büffelshörnern. Die Helmdecken sind rechts blau und Gold, links Silber und rot vermischt.